# Tribunal de lo Contencioso Electoral
El Tribunal de lo Contencioso Electoral (TRICOEL) fue un organismo autónomo administrativo con facultades para resolver recursos de apelación y queja durante las etapas preparatoria y poselectoral de los comicios federales en México —elección del presidente de la República y los miembros del Congreso de la Unión—. Se creó a partir de las reformas que introdujo el Código Federal Electoral de 1987, emanado de la reforma política del año previo. Con este nuevo órgano se estableció un sistema mixto de calificación electoral en el país que combinó los principios de autocalificación y jurisdiccional.
El tribunal tuvo, sin embargo, una corta existencia, pues las únicas elecciones federales en las que participó reflejaron su «fracaso total», al ser ignoradas sus recomendaciones. Tal situación condujo, finalmente, a su desaparición y a la creación del Tribunal Federal Electoral, al que se le dotó de rango constitucional.

## Antecedentes
En su descripción de la evolución de la jurisdicción electoral en México, Rebolledo Fernández (2000) integra el Tribunal de lo Contencioso Electoral en el cuarto periodo —1977-1996—, caracterizado por los intentos de «judicializar» las resoluciones de los conflictos electorales. El antecedente inmediato ocurrió en 1977, a partir de la Ley Federal de Organizaciones Políticas y Procesos Electorales, con una reforma constitucional que «estableció la procedencia de un recurso de reclamación ante la Suprema Corte de Justicia de la Nación, contra las resoluciones del colegio electoral de la Cámara de Diputados». Andrade Sánchez (1996) plantea que el país «ha transitado desde el procedimiento de plena autocalificación», en el caso de los comicios legislativos, y calificación en los presidenciales por un órgano político, la Cámara de Diputados, hacia uno de «heterocalificación  total» que acabó por dejar el proceso en manos del poder judicial.
En este sentido, el TRICOEL dio origen al sistema mixto de calificación electoral, pues se le otorgó un rango de «órgano jurisdiccional de primera instancia, sui generis», mientras que el colegio electoral adquirió el de «última instancia». Por tanto, el tribunal y sus resoluciones eran «simples recomendaciones a los colegios electorales, que resolvían la integración definitiva de las cámaras de manera inapelable». El 15 de diciembre de 1986, se publicó el decreto que modificó, entre otros, el artículo 60 de la Constitución Política de los Estados Unidos Mexicanos, con lo que se eliminó el recurso de reclamación ante la Suprema Corte y se estableció la creación de un tribunal electoral. Para Barquín, estas modificaciones hacían compatibles el «sistema de autocalificación y la jurisdicción contenciosa-electoral del órgano especializado».
A partir del decreto, el artículo 60 señalaba que las cámaras calificarían las elecciones de sus miembros y resolverían las dudas que hubiera sobre ellas, así como que el gobierno federal «instituirá un tribunal que tendrá la competencia que determine la Ley», cuyas resoluciones «serán obligatorias» y solamente modificables por los colegios electorales, «que serán la última instancia de la calificación de las elecciones». Con el Código Federal Electoral, el órgano recibió el nombre de Tribunal de lo Contencioso Electoral.

## Características
El Código Federal Electoral, publicado el 12 de febrero de 1987 en el Diario Oficial de la Federación, establecía en su artículo 352 que el tribunal era un «organismo autónomo de carácter administrativo, dotado de plena autonomía, para resolver los recursos de apelación y queja». Estaba conformado por siete magistrados numerarios y dos supranumerarios nombrados por el Congreso de la Unión a propuesta de los partidos políticos nombrados en mayo del año anterior a los comicios. Tales propuestas se debían presentar al presidente de la Cámara de Diputados para ser turnadas a las comisiones de Gobernación y Puntos Constitucionales. El dictamen resultante debía ser aprobado y turnado al Senado de la República. Se estipulaba que en los recesos parlamentarios la Comisión Permanente sería la encargada de los nombramientos. Por su parte, el propio tribunal sería el encargado de elegir a su presidente. Para Barquín (2002), el nombramiento de los magistrados era una «innovación» en México y buscaba asegurar la «capacidad, idoneidad y autonomía» de sus integrantes.

### Integrantes
Los potenciales magistrados debían cumplir con siete requisitos, establecidos en el artículo 355 del código:

- I.- Ser mexicano por nacimiento y en goce de sus derechos;
- II.- Tener al menos 30 años cumplidos al tiempo del nombramiento;
- III.- Poseer al día del nombramiento, con antigüedad mínima de 5 años título profesional de Licenciatura en Derecho expedido y registrado en los términos de la Ley de la materia;
- IV.- Gozar de una buena reputación y no haber sido condenado por delito que amerite pena corporal de más de un año de prisión; pero si se tratare de robo, fraude, falsificación, abuso de confianza u otro que lastime seriamente la buena fama en el concepto público, inhabilitará para el cargo, cualquiera haya sido la pena;
- V.- No pertenecer ni haber pertenecido al Estado eclesiástico ni ser o haber sido ministro de algún culto;
- VI.- No tener ni haber tenido cargo alguno de elección popular; y
- VII.- No desempeñar ni haber desempeñado cargo de dirección nacional o estatal en ningún partido político.

Los integrantes del tribunal eran nombrados para dos procesos electorales ordinarios sucesivos, aunque podían ser ratificados. Según la legislación, el organismo se instalaría a más tardar la tercera semana de octubre del año previo a las elecciones federales ordinarias. El presidente del tribunal también debía nombrar secretarios y personal auxiliar para la «tramitación, integración y substanciación» de los expedientes, y un secretario general encargado de la «administración de los recursos humanos, financieros y materiales». Por otro lado, estaba integrado de una única sala con sede en Ciudad de México y tenía una virtud transitoria, pues al finalizar el proceso electoral federal en curso concluiría sus funciones. Además, los procedimientos siempre se debían resolver en pleno.
No obstante, durante su corta existencia el tribunal estuvo integrado solamente por una generación de magistrados (1986-1990). La designación de los jueces se publicó en el Diario Oficial de la Federación el 4 de junio de 1987 y la llevó a cabo la Comisión Permanente del Congreso de la Unión:

PRIMERO.-Se designan magistrados numerarios del Tribunal de lo Contencioso Electoral, que ejercerán sus funciones durante dos procesos electorales ordinarios sucesivos, a los ciudadanos:
- a).—Miguel Acosta Romero,
- b).—José Luis de la Peza,
- c).—Fernando Flores García,
- d).—José Fernando Franco González Salas,
- e).—Raúl Carrancá y Rivas,
- f).—Emilio Krieger Vázquez, y
- g).—Enrique Sánchez Bringas.

SEGUNDO.-Se designan magistrados supernumerarios del Tribunal de lo Contencioso Electoral, que ejercerán sus funciones durante dos procesos electorales ordinarios sucesivos, a los ciudadanos:
- a).—José Fernando Ojesto Martínez, y
- b).—Edmundo Elías Mussi.

### Funciones
El código establecía, durante la etapa preparatoria, los recursos de revocación, revisión y apelación. Asimismo, señalaba que el Tribunal de lo Contencioso Electoral era competente para resolver los «recursos de apelación interpuestos durante la etapa preparatoria» y los recursos de queja. González Salas (1996) detalla que en las etapas preparatorias eran ciudadanos, partidos, candidatos y asociaciones políticas quienes podían presentar los tres recursos. Después de las elecciones, solamente los representantes partidistas podían interponer recursos de queja para «impugnar los cómputos distritales y la validez de cualquier elección».
Sobre la apelación, el artículo 323 indicaba que «procede contra las resoluciones dictadas al resolverse los recursos de revisión» y «contra las resoluciones de la Comisión Federal Electoral dictadas sobre la revocación». Ante tales recursos, interpuestos «ante el organismo electoral que hubiese resuelto el recurso de revisión o de revocación», los titulares de los organismos debían «enviar el escrito por el cual se interponga el recurso y las pruebas aportadas» al tribunal en las siguientes veinticuatro horas a su recepción. Por su parte, los recursos de queja, procedentes «contra los resultados consignados en el acta de cómputo distrital» con el objetivo de «obtener la declaración de nulidad de elección» en distritos o casillas, eran resueltos por el tribunal. Eran interpuestos ante comités distritales en los cinco días siguientes al cómputo distrital.
Posteriormente, el artículo 335 definía los efectos de sus resoluciones:

ARTÍCULO 335.—Las resoluciones del Tribunal tendrán los siguientes efectos:
- I.—Confirmar, modificar o revocar el acto impugnado;
- II.—Ordenar a la Comisión Federal Electoral no expedir las constancias de mayoría, cuando en la elección respectiva se haya dado los supuestos previstos en el artículo 337 de este Código;
- III.—Ordenar a la Comisión Federal Electoral no expedir constancia de asignación, cuando en la elección respectiva se hayan dado los supuestos previstos en el artículo 337 de este Código; y
- IV.—Ordenar a las comisiones locales electorales no expedir las constancias de mayoría, cuando en la elección de senadores se hayan dado los supuestos previstos en el artículo 337 citado.

El artículo 337 citado estipulaba los supuestos de nulidad. Por sus facultades, el organismo presentaba una «debilidad congénita» dado que los colegios electorales podían o no tomar en cuenta sus resoluciones. No obstante, Woldenberg (1991) destaca que su creación significó el «primer esfuerzo por crear una instancia especializada en el desahogo del contencioso electoral» que antes estaba a cargo de los propios órganos que organizaban y califican las elecciones.

## Historia
Para Gómez Tagle (1990), en 1986 se expresó «la demanda del sufragio efectivo con el fin de dar vigencia a los procesos electorales para acceder al poder político». Tal circunstancia forzaba a la ruptura de los «mecanismos de seguridad» que aseguraban la permanencia del Partido Revolucionario Institucional (PRI) en el poder. Como resultado, según Valdés Zurita (2017), las reformas de ese año que llevó a cabo el presidente Miguel de la Madrid respondieron a los «reclamos opositores» a través de dos modificaciones constitucionales: integrando el total de quinientos diputados a los colegios electorales y la constitución del Tribunal de lo Contencioso Electoral.
Poco después del nombramiento de los magistrados del tribunal, dos de los integrantes, José Luis de la Peza y Emilio Krieger Vázquez, señalaron a Proceso en que el propósito del organismo era «dar credibilidad al proceso electoral», aunque era necesario esperar y ver cómo eran recibidas las resoluciones. Krieger además consideró una limitación que el tribunal no era «un órgano inquisitivo que vigile activamente las elecciones», pues solamente se limitaba a resolver los recursos presentados. Para el propio magistrado, era un «órgano público colegiado», en el que el adjetivo «autónomo» hacía referencia a que no dependía de ninguno de los tres poderes, aunque el legislativo designaba sus integrantes, el ejecutivo su presupuesto y tampoco era un organismo del poder judicial «a pesar de las funciones jurisdiccionales» que tenía.
Pese a que las reformas constitucionales planteaban un sistema mixto de calificación electoral, que involucraba al TRICOEL, se mantuvo «en lo fundamental la resolución en última instancia en los Colegios Electorales». El tribunal significó, por tanto, un procedimiento «complementario», al seguir en funciones los mecanismos de autocalificación para los comicios legislativos. Al respecto, Andrade Sánchez (1996) indica que «no era un órgano de plena jurisdicción, tenía la capacidad de anular alguna elección concreta pero su decisión tenía que ser revisada por el Colegio Electoral de la Cámara de Diputados [...] puede decirse que seguía predominando el principio de autocalificación», a pesar de que el órgano externo tomaba parte en el «proceso calificador».

### Elecciones federales de 1988

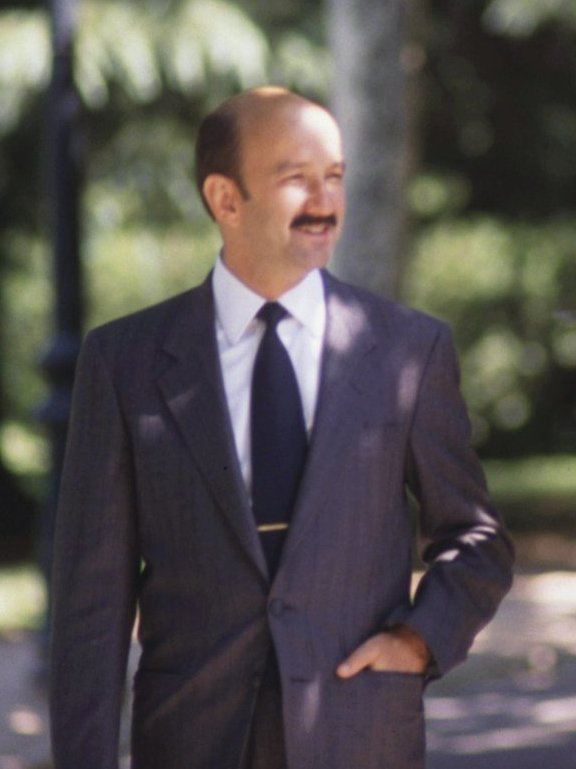
Luego de una controvertida elección, el 10 de septiembre de 1988, el colegio electoral declaró presidente electo al candidato priista, Carlos Salinas de Gortari.

Para Valdés (2000), la participación del tribunal en sus primeros —y únicos— comicios federales supuso un «fracaso total», pues muchas de sus resoluciones fueron ignoradas por los organismos electorales —los colegios electorales y la Comisión Federal Electoral (CFE)—. Por su parte, Krieger (1989) asegura que la «ineficacia» del tribunal, impedido legalmente de intervenir en la jornada electoral, le obligó a simplemente «contemplar con "perplejidad institucional"». El tribunal fue «severamente criticado» y su actuar cuestionado al resultar «ineficaz ante el elevado nivel de conflicto que alcanzaron las elecciones».
Entre agosto de 1987 y julio de 1988, se interpusieron veintiún recursos de apelación que resolvió el TRICOEL. De ellos, doce se consideraron infundados y solamente uno se declaró fundado, aunque la CFE no cumplió su resolución. Por otra parte, conoció de 593 recursos de queja, que involucraban los resultados electorales de 257 de 300 distritos. No obstante, una mayoría se desecharon o declararon infundados y únicamente 64 resultaron fundados. Rebolledo Fernández (2000) señala que el reducido número de recursos dictaminados fundados «se debió a lo estricto y complicado de los requisitos que debían cumplirse».
Asimismo, en algunos casos el tribunal recomendó el análisis de las pruebas contenidas en los paquetes electorales para poder dictaminar. Al respecto, Arreola Ayala (2008) apunta que la documentación electoral quedaba a disposición de los colegios electorales y que el TRICOEL no tenía facultad para examinarla. Por tanto, cuando los colegios se negaron a abrir los paquetes, «ni  siquiera en los casos controvertidos, todo lo que se esperaba de la justicia electoral se derrumbó». El mismo autor asevera que esa primera experiencia del organismo fue desafortunada por el «excesivo formalismo del Código Electoral y la falta de preparación de los partidos para hacer valer los medios de impugnación que la ley les otorgaba».
En este sentido, Gómez Tagle (1990) detalla que el recurso de queja fue «difícil de manejar», pues en ocasiones sirvió para impugnar todos los comicios de un mismo distrito y en otras el mismo partido presentó varios recursos, uno por elección. Hubo «recursos de queja que impugnan una sola elección, otros que impugnan dos, tres y hasta cuatro elecciones». En 217 recursos los partidos no especificaron qué elección impugnaban, por lo que el tribunal los desechó por «improcedentes». Con base en los distritos electorales y considerando únicamente un recurso por partido y distrito, la autora consideró al Partido Acción Nacional (PAN) como el más activo (131 distritos impugnados) en recursos de queja, seguido del Partido del Frente Cardenista de Reconstrucción Nacional (85), el Partido Mexicano Socialista (79), el Partido Popular Socialista (62), el PRI (58), el Partido Auténtico de la Revolución Mexicana (55), el Partido Revolucionario de los Trabajadores (11) y el Partido Demócrata Mexicano (5).
| Recursos                   | Número | Porcentaje (%) |
| -------------------------- | ------ | -------------- |
| Recursos fundados          | 64     | 10.79          |
| Recursos infundados        | 323    | 54.47          |
| Recursos desechados        | 180    | 30.35          |
| Desistimientos de recursos | 3      | 0.51           |
| Recursos duplicados        | 12     | 2.02           |
| Recursos sobreseídos       | 11     | 1.86           |
| Total                      | 593    | 100            |

Solamente las documentales públicas eran admisibles como pruebas, por lo que era «difícil» probar irregularidades. Incluso, de probarse, el TRICOEL no podía obtener la nulidad, únicamente declaraba que consideraba acreditadas las causales de nulidad y la decisión final recaía en los colegios electorales. A partir de los 64 recursos fundados, el órgano recomendó anular 306 casillas de la elección de diputados, veinte de la de senadores y 209 de la presidencial. No obstante, no se atendieron sus recomendaciones de declarar la nulidad de elecciones o de abrir los paquetes electorales. Sobre la elección de diputados, Valdés (2017) señala que el colegio electoral de la Cámara de Diputados optó por anular diez casillas, de cuatro distritos, con lo que se modificaron los resultados en tres casos y se dio la victoria a candidatos opositores. En medio del conflicto poselectoral, el 1 de septiembre —día de la instalación de la nueva legislatura— el presidente de la Madrid fue interpelado, en varias ocasiones, durante su informe presidencial, con la denuncia de fraude. El mismo día, Krieger presentó su renuncia como magistrado del TRICOEL:

[C]uando tales Colegios [Electorales] se rehusaron a abrir dichos paquetes [electorales] y se refugiaron en el paupérrimo argumento de la decisión mayoritaria de la facción gobernante, sentí que todo el esfuerzo hecho en el Tribunal de lo Contencioso Electoral para dar un valor de legalidad a la elección del seis de julio se había venido por tierra. [...] mientras subsista el marco legal dentro del cual se mueve actualmente el Tribunal [...], mientras se mantenga el control férreo que el Poder Ejecutivo mantiene sobre el aparato administrativo electoral y mientras, sobre todo, prevalezca la actitud de prepotencia, autoritarismo y arbitrariedad del grupo gobernante sobre la sociedad civil, nada tiene que hacer el Tribunal de lo Contencioso Electoral, como no sea servir de pobre disfraz legalista a prácticas básicamente contrarias a la Constitución y a las leyes. [...] considero que continuar en un órgano tan inútil como ha resultado el Tribunal de lo Contencioso Electoral sería ir en contra de mis convicciones jurídicas y políticas.
Renuncia de Emilio Krieger Vázquez como magistrado del Tribunal de lo Contencioso Electoral, 1 de septiembre de 1988.

Para la revisión de la documentación electoral, entre el 21 de julio y el 13 de agosto de ese año se instaló el pleno de la CFE. Dos días después, se instaló el órgano de autocalificación. Finalmente, el 10 de septiembre, luego de veinte horas de debate, se calificó la elección presidencial y el candidato priista, Carlos Salinas de Gortari, fue declarado presidente electo con los votos a favor de 263 diputados del PRI y tres del Frente Democrático Nacional (FDN) y en contra de 85 legisladores panistas. En protesta, se retiraron de la sesión 152 diputados del FDN y dieciséis del PAN.

## Legado
Aunque el TRICOEL fue una «una instancia novedosa» creada como respuesta de las demandas de los partidos políticos opositores y la sociedad civil, en la década de 1980, de que los procesos electorales y sus resultados tuviera una «mayor transparencia», en las elecciones de 1988 no logró satisfacer «las expectativas de las fuerzas políticas». Por tanto, se planteó la necesidad de impulsar un tribunal «plenamente autónomo y con facultades definitivas de decisión». De esta forma, surgieron foros de debate en la CFE y en la Cámara de Diputados. Treinta iniciativas de reforma constitucional se presentaron y analizaron en un periodo extraordinario de sesiones en la cámara entre el 28 de agosto y el 20 de octubre de 1989. Como resultado, el 6 de abril de 1990 se publicó en el Diario Oficial de la Federación el decreto de reforma que creó un nuevo tribunal electoral a partir de la modificación del artículo 41 de la Constitución Política de los Estados Unidos Mexicanos.
Se mantuvo, sin embargo, la figura de los colegios electorales de las cámaras, que aún podían modificar las resoluciones del tribunal, aunque para ello debían contar con el voto de dos terceras partes de sus integrantes. El nuevo organismo, cuyas resoluciones serían obligatorias, se definió como un «órgano jurisdiccional en materia electoral». En resumen, para Valdés (2000), «aunque se mantuvo el principio de autocalificación, se atenuó la fragilidad del tribunal», mientras que Rebolledo Fernández (2000) consideró que «se acotaron las facultades de los colegios electorales en materia de calificación de las elecciones y se ampliaron las facultades en favor de un tribunal independiente del Poder Judicial». Con el Código Federal de Instituciones y Procedimientos Electorales, que además estableció el Instituto Federal Electoral en sustitución de la CFE, el órgano recibió el nombre de Tribunal Federal Electoral.